# Горошково (Московская область)
Горошково — упразднённое село в Сергиево-Посадском городском округе Московской области России.

## География
Урочище находится в северо-восточной части области, в зоне хвойно-широколиственных лесов, на правом берегу реки Вели, на расстоянии примерно 17 километров (по прямой) к северо-западу от города Сергиев Посад, административного центра округа.

### Климат
Климат характеризуется как умеренно континентальный, с умеренно холодной зимой и тёплым летом. Среднегодовая температура воздуха — +2,7 °C. Средняя температура воздуха самого холодного месяца (января) — −11,3 °C (абсолютный минимум — −48 °C), средняя температура самого тёплого (июля) — +17 °С (абсолютный максимум — +36 °C). Годовое количество атмосферных осадков — 630 мм, из которых около 70 % выпадает в период с апреля по октябрь.

## История
Согласно археологическим находкам первое поселение на данном месте относится к XIV—XV векам. В 1654 году в патриарших окладных книгах упоминается село Горошково Бускутовской волости на реке Веле. Село принадлежало стольнику Федору Очину-Плещееву. Уже во второй половине XVII—XIX веках Горошково принадлежит Матюшкиным.
В «Списке населенных мест Владимирской губернии по сведениям 1859 года» населённый пункт упомянут как владельческое село Александровского уезда, расположенная при реке Веле, в 70 верстах от уездного города. В селе насчитывалось 14 дворов и проживало 78 человек (35 мужчин и 43 женщины).
По состоянию на 1905 год, в Горошкове имелось 12 дворов и проживало 62 человека. В административном отношении деревня входила в состав Ерёминской волости.
По данным 1926 года в деревне имелось 17 хозяйств и проживало 92 человека (44 мужчины и 48 женщин). Являлась частью Соснинского сельсовета Ерёминской волости Сергиевского уезда Московской губернии.
В 1994 году урочище Горошково с Покровской церковью было выделено Покровскому Хотькову монастырю для ведения подсобного хозяйства.
В настоящее время в Горошкове расположен скит Покровского Хотькова ставропигиального женского монастыря.

## Покровский храм
Деревянная Покровская церковь была построена в 1764 году. В 1804 году она сгорела во время пожара. В 1806—1811 годах владельцем села обер-полицеймейстером генералом А. Д. Балашовым был построен новый каменный ротондальный храм в стиле зрелого классицизма с колокольней и приделом во имя святого благоверного князя Александра Невского. В конце XIX века церковь уже имела лишь один престол. В 1935 году храм был закрыт. Последний настоятель игумен Гедеон (Черкалов) был расстрелян в Бутово в 1939 году. В 1994 году храм передан монастырю и отреставрирован.
Восстановленная каменная церковь Церковь Покрова Божией Матери Пресвятой богородицы в Горошково, построенная в 1811 году на средства генерала Балашова,  является объектом культурного наследия регионального значения — Постановление Правительства МО от 15.03.2002 г. № 84/9, зарегистрированный за номером 501410399290005 в Едином государственном реестре объектов культурного наследия (памятников истории и культуры) народов Российской Федерации.